# Jakob Friedrich Bussereau

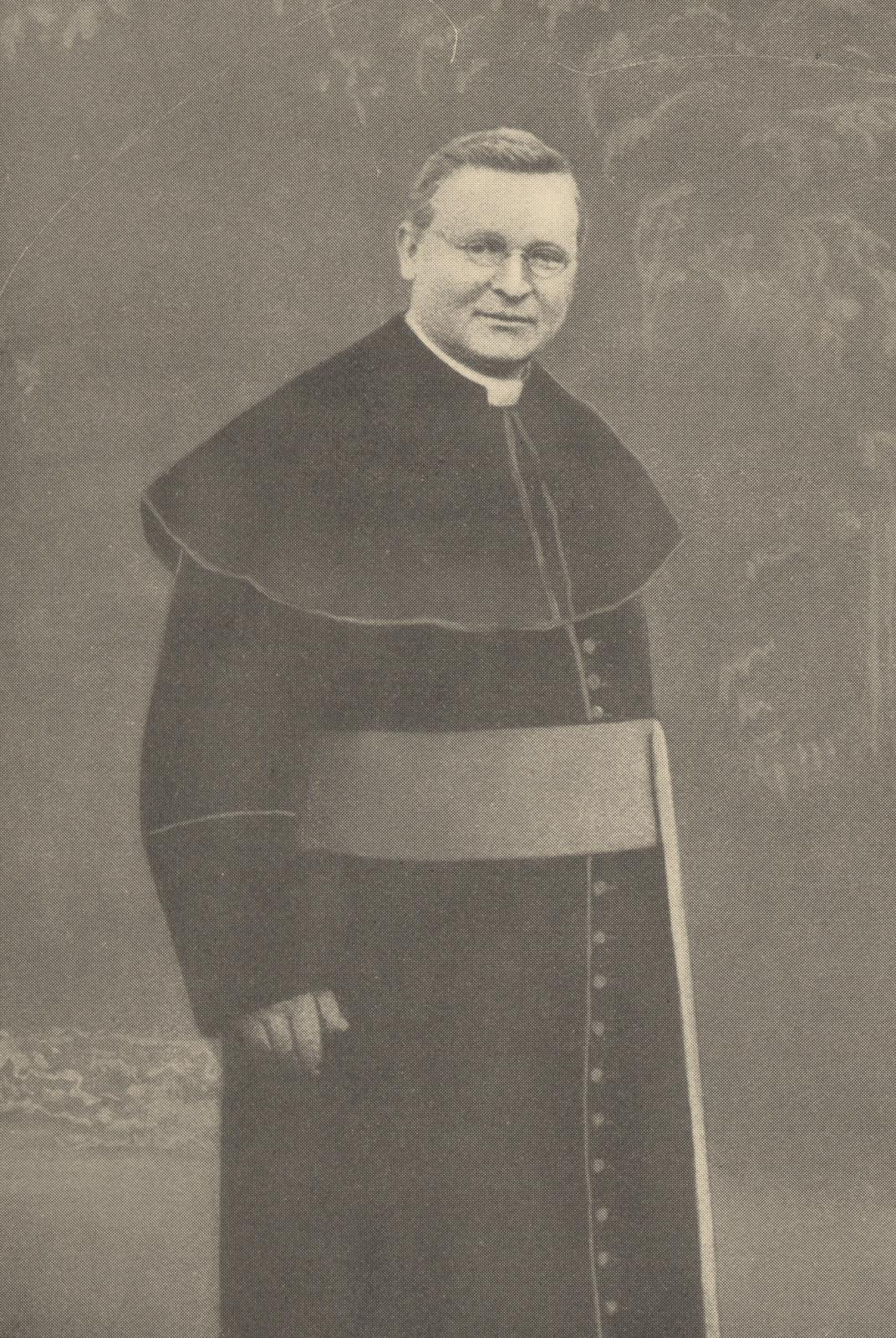
Prälat Msgr. Jakob Bussereau

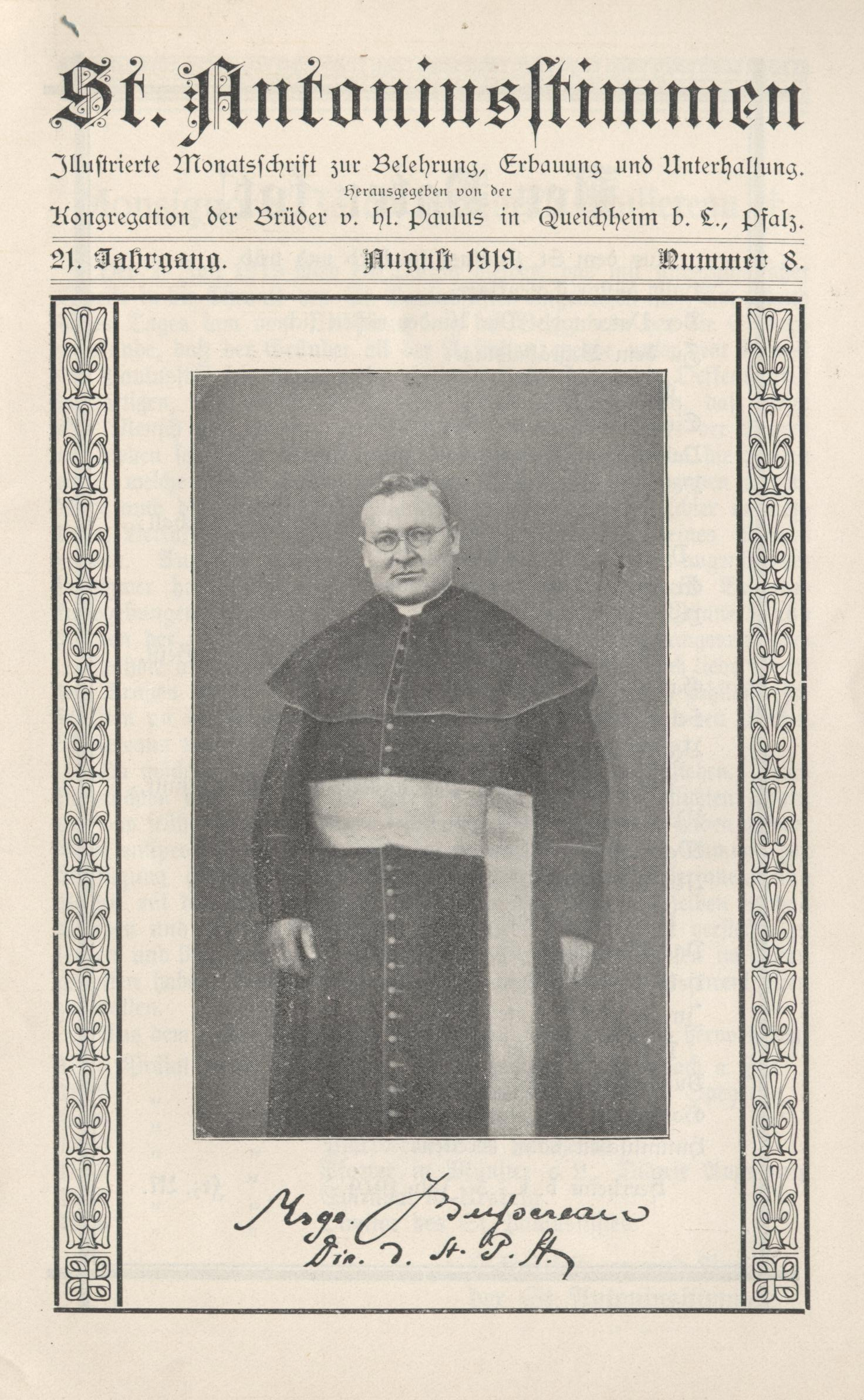
Titelblatt der von Prälat Bussereau publizierten Zeitschrift "St. Antonius Stimmen", Ausgabe zu seinem Tod, Augustheft 1919, mit seinem Foto und seiner Unterschrift

Jakob Friedrich Bussereau (* 2. Februar 1863 in Hambach an der Weinstraße; † 2. Juli 1919 im Kloster Liebfrauenberg bei Bergzabern) war ein katholischer Geistlicher und Ordensgründer. Er wird auch der Hl. Vinzenz von Paul der Diözese Speyer genannt.

## Leben
Jakob Friedrich Bussereau wurde am 2. Februar 1863 als Sohn des Küfermeisters Johann Christian Bussereau und seiner Frau Elisabeth geb. Schlichter in Hambach an der Weinstraße geboren. Wenngleich die Eltern arm waren, durfte der Junge die Lateinschule in Neustadt und das Gymnasium in Speyer besuchen, das er 1882 absolvierte. Noch im gleichen Jahr begann er sein theologisches Studium in München. Hier wurde er aktives Mitglied der katholischen Studentenverbindung K.S.St.V. Alemannia München im KV. 1885 trat er in das Speyerer Priesterseminar ein und erhielt am 19. August 1886 im Dom zu Speyer die Priesterweihe durch Bischof Georg von Ehrler. Seine Primiz feierte Bussereau in Hambach, Festprediger war der berühmte Ortspfarrer und „Pfälzer Kalendermann“ Aloys Weisenburger, der ihn einst auch getauft und ihm den ersten Unterricht gegeben hatte.
Seine erste Kaplanstelle trat der Neupriester im September 1886 in Herxheim bei Landau an; im Juli 1889 wechselte er nach Germersheim. Bereits in Herxheim war in ihm die Idee gereift, dort ein Asyl für unheilbar Kranke zu gründen, wozu ihn besonders der Zustand seiner eigenen kranken und arbeitsunfähigen Schwester animiert hatte. Da er aber als junger Kaplan beim Bischof kein Gehör fand und ihn andererseits – auch im Hinblick auf seine hilfsbedürftige Schwester und kranken Eltern – die Idee nicht mehr losließ, bewarb er sich um die Pfarrei Münster am Lech in der Diözese Augsburg. Mit Datum vom 25. August 1890 wurde Bussereau dort Pfarrer. Hier lernte er wegen eines verkrüppelten Waisenmädchens den Pfarrer Dominikus Ringeisen kennen, einen Apostel der Behinderten und Gründer der Behinderten-Anstalt Ursberg. Pfarrer Bussereau trat 1895 als Spiritual in diese Anstalt ein.
Trotzdem ließ ihn seine pfälzische Heimat nicht los und er wollte ein ähnliches Werk wie Pfarrer Ringeisen auch in der Diözese Speyer schaffen. Wieder sprach er beim Bischof in Speyer vor und fand dieses Mal Gehör, da er bereits auf die entsprechenden Erfahrungen aus Ursberg verweisen konnte. Bereits am 1. April 1896 eröffnete Jakob Friedrich Bussereau in einem unscheinbaren Haus in Herxheim bei Landau mit einigen Kranken und ihren Pflegerinnen sein Heim. Von nun an baute und wirkte er 23 Jahre lang an seiner Behindertenanstalt, die er „St.-Paulus-Stift“ nannte. Er gründete gleich zu Anfang einen Frauenorden, die Paulusschwestern (mit vollem Namen: Kongregation der Schwestern vom hl. Paulus), 1905 als männlichen Zweig die Paulusbrüder (Kongregation der Brüder vom hl. Paulus).
Das visionäre Werk nahm einen großen Aufschwung. Es entstanden Zweigniederlassungen in Queichheim, Kirchmohr (jetzt Niedermohr), Neuötting, Mainz, Darmstadt und Bad Bergzabern (Kloster Liebfrauenberg). Die intensive Pflege mittelloser, körperlich und geistig Behinderter war ein großes Bedürfnis der Zeit, besonders als der Erste Weltkrieg zahllose verkrüppelte Kriegsversehrte bedingte.

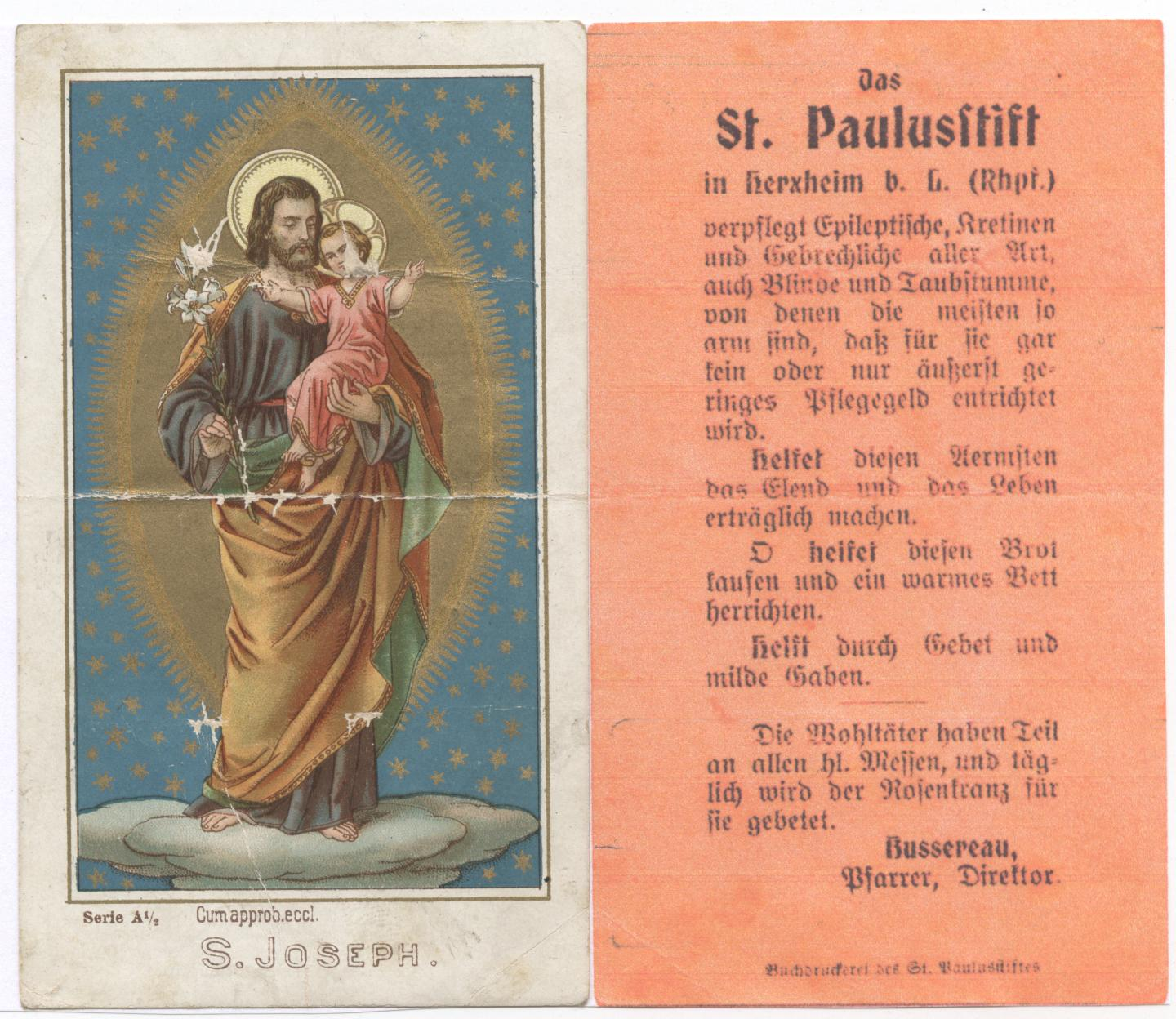
Andachtsbildchen St. Joseph, mit Spendenaufruf von Prälat Bussereau

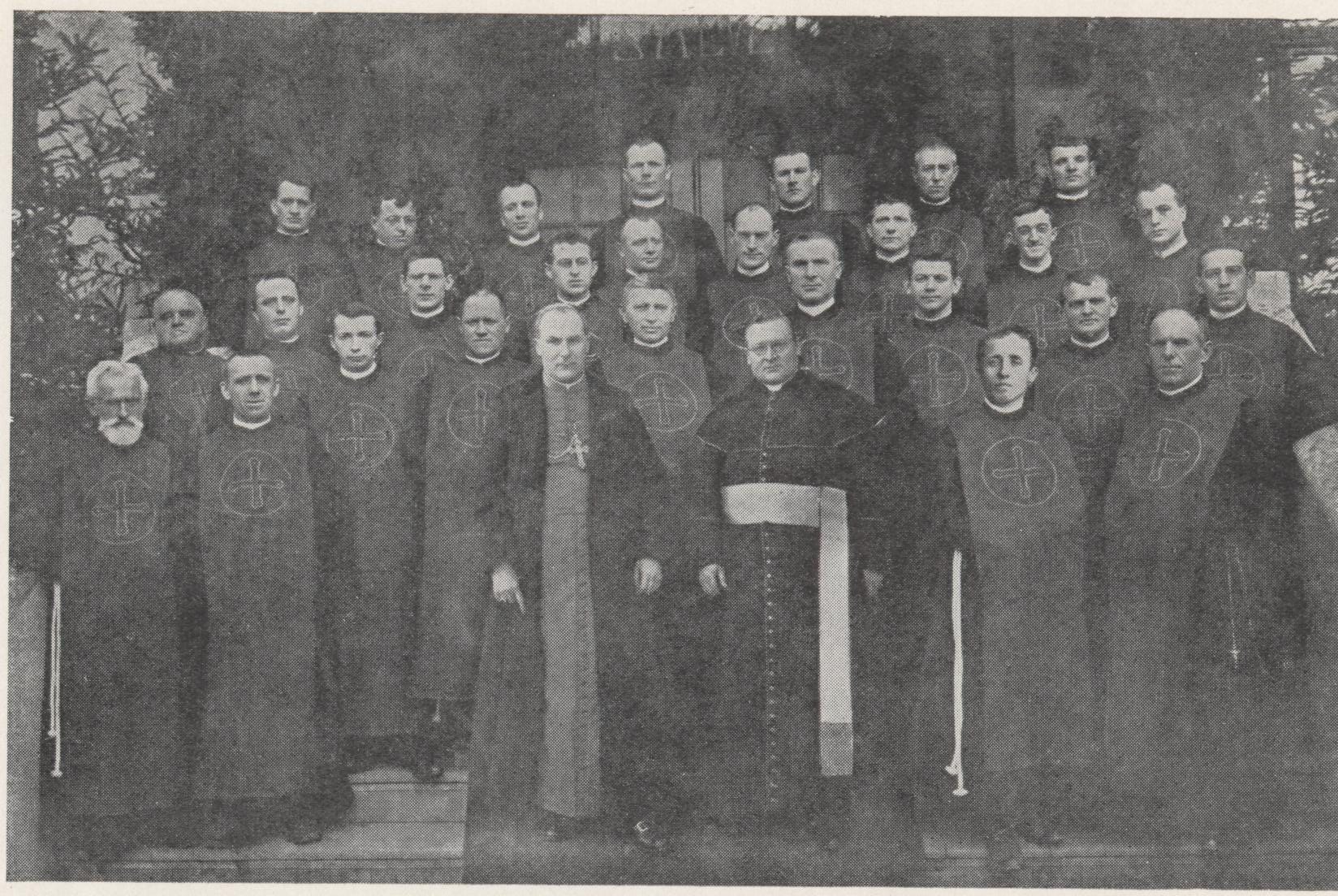
Erste Einkleidung von Paulusbrüdern, 1914, vorn mittig, Prälat Bussereau, links von ihm Bischof Michael von Faulhaber, später Kardinal-Erzbischof von München

Busseraeau wurde Prälat. Er betätigte sich auch als Publizist und gab in der Neuöttinger Niederlassung seine Zeitschrift St. Antonius Stimmen und den Altöttinger Marienkalender heraus. Auf dem Frauenberger Hof bei Bad Bergzabern, den er 1899 erworben hatte, richtete er ein Erholungsheim für Priester ein. Dies fand solchen Zuspruch, dass er ein Kloster und eine Erholungsstätte mit Platz für 125 Kurgäste einrichtete; Kurhaus und Kloster Liebfrauenberg bei Bad Bergzabern. In Queichheim betrieben die Paulusbrüder neben ihrer Behindertenpflege auch eine große Druckerei und einen Verlag für religiöse Schriften, die „St. Joseph Verlagsdruckerei“ in Landau-Queichheim.
Prälat Busserau war in den letzten Lebensjahren herzkrank. Als er auf dem Liebfrauenberg bei Bad Bergzabern weilte, stellte sich ein Katarrh ein, der ihn aufs Krankenlager warf. Er gesundete nicht mehr, sondern starb dort am 2. Juli 1919 im Alter von nur 56 Jahren. Auf dem Stiftsfriedhof des Paulusstiftes zu Herxheim wurde er beigesetzt. Bischof Ludwig Sebastian, der auch am Grab sprach, Generalvikar Molz und Domkapitular Prälat Joseph Schwind sowie 60 Diözesanpriester, seine Ordensgemeinschaften und viele Freunde und Verehrer gaben ihm das letzte Geleit.
Prälat Joseph Schwind wurde sein kommissarischer Nachfolger als Superior der Paulusschwestern.
Beide Zweige von Jakob Friedrich Bussereaus Orden existieren bis heute, wenngleich stark im Rückgang begriffen. Der männliche Zweig der Paulusbrüder hat nur noch drei Mitglieder (Stand 2015).